# ФК Киликия
Киликия (на арменски: Կիլիկիա) е арменски футболен клуб от град Ереван.

## История

### Началото
Киликия е основан през 1992 г. и участва в първото независимо арменско първенство, където се класира на 12 място. В началото на 1993 г. отбора се обединява с финансово затруднения Малатия Ереван. Обединението трае само 1 година, след като отбора изпада от премиер лигата. В началото на 1994 г. двата отбора се отделят и разформироват.

### Възраждането
Отборът е създаден наново през 1997 г., но не участва в първенствата до 1999 г., когато отбора на Пюник се разпада и Киликия заема мястото им в премиер лигата. През 2001 г. отбора изпада, а две години по-късно (2003 г.) печели промоция. Киликия се класира на 5 място през 2005 г. и така получава правото да играе за Интертото.

## Последен състав
| №  | Пост | Играч             |
| -- | ---- | ----------------- |
| 1  | В    | Армен Хачатрян    |
| 77 | В    | Мартик Мкртумян   |
| 3  | З    | Ерик Харутумян    |
| 5  | З    | Рафик Харутумян   |
| 14 | З    | Вахаг Геворгян    |
| 15 | З    | Аркади Чилингарян |
| 20 | З    | Артом Аракелян    |
| 22 | З    | Арташес Аракелян  |
| 23 | З    | Владимир Степанян |
| 2  | П    | Аркадия Йепремян  |
| 6  | П    | Мкхитар Григорян  |

| №  | Пост | Играч             |
| -- | ---- | ----------------- |
| 8  | П    | Григор Григорян   |
| 9  | П    | Артур Авагян      |
| 16 | П    | Агван Айвазян     |
| 18 | Х    | Артур Минасян     |
| 19 | Х    | Нарек Карамян     |
| 4  | Н    | Армен Бабаян      |
| 7  | Н    | Саргис Мовсисян   |
| 10 | Н    | Хайк Мкрчян       |
| 13 | Н    | Роман Ховханисян  |
| 24 | Н    | Тигран Гарабатсян |

## Успехи
- Шампион на Армения (1):

1992